# Hensingham
Hensingham – dzielnica w Whitehaven, w Anglii, w Kumbrii, w dystrykcie (unitary authority) Cumberland. Leży 57 km na południowy zachód od miasta Carlisle i 408 km na północny zachód od Londynu. W 2011 dzielnica liczyła 4145 mieszkańców.